# Lambertus Prinsen
Lambertus Prinsen (Zenderen, 2 november 1777 - Rietmolen, 28 oktober 1840) was een Nederlands geestelijke en missionaris van de Rooms-Katholieke Kerk.
Prinsen studeerde in Vreden. Zijn priesterwijding vond plaats op 10 augustus 1801. Daarna was hij werkzaam als kapelaan.
In 1805 vertrok Prinsen als missionaris naar de Bataafse Kaapkolonie, samen met de missionarissen Joannes Lansink en Jacobus Nelissen. Het doel was bij Kaap de Goede Hoop een apostolische prefectuur op te zetten om zielzorg te verlenen aan de aldaar wonende Nederlandse kolonisten.
Zij zouden daar slechts enkele maanden verblijven, want na de bezetting van de Kaapkolonie door het Verenigd Koninkrijk op 18 januari 1806 werden de Nederlandse bewoners uitgewezen. Ook de drie missionarissen vertrokken, tegelijk met het laatste contingent verdedigers, op 8 maart 1806. Op de terugtocht overleed Joannes Lansink.
Prinsen vertrok samen met Nelissen op 22 juli 1807 met een nieuwe opdracht, nu naar Nederlands-Indië. Hij zette daar een parochie in Semarang op.
Nadat Nelissen op 6 december 1817 was overleden, volgde Prinsen hem op als apostolisch prefect van Batavia. Op gezondheidsredenen keerde hij op 5 februari 1830 terug naar Nederland. Hij vestigde zich eerst in Delden en later in Rietmolen.